# Балалея
Балалея е село в Северна България. То се намира в община Дряново, област Габрово.
Към 1934 г. селото има 48 жители. В днешно време няма постоянно население. Влиза в землището на село Геша.

## История
В книгата „Къде ли не съм строил“ със съставител Николай Пенчев се споменават строители от Дряновско, сред които има и майстори от с. Балалея.

## Галерия
- Стара къща в с. Балалея
- Пътя водещ към с. Балалея (юли, 2024)
- Плевня в с. Балалея